# Last Ninja 2: Back with a Vengeance
The Last Ninja 2: Back with a Vengeance is een videospel voor de platforms Commodore Amiga. Het spel werd uitgebracht in 1988.